# Kompienga-tó
A Kompienga víztározó Kompienga tartományban, Burkina Faso délkeleti  részén.
A Kompienga gátat az 1980-as években építették, hogy  új gazdasági központot létesítsenek a környéken. A demográfusok 1985-ben mintegy  15%-os népességnövekedést becsültek, amit az építkezés által  idevonzott munkaerő teremtett. A növekedés üteme 1985-90 között 15%, 1990-95 között 8%-os volt. A tó megépülése után drámaian megnőtt a  mezőgazdasági munkások bevándorlása Kompienga városba és környékére. 
A víztározó létrehozása a környezetében olyan következményekkel járt, hogy elárasztott egyes szomszédos településeket. A gát közelében villamos energiát állítanak elő és a tó halászata is jelentősnek mondható.

## Fordítás
- Ez a szócikk részben vagy egészben  a   Lake Kompienga című angol Wikipédia-szócikk ezen változatának fordításán alapul.  Az eredeti cikk szerkesztőit annak laptörténete sorolja fel. Ez a jelzés csupán a megfogalmazás eredetét és a szerzői jogokat jelzi, nem szolgál a cikkben szereplő információk forrásmegjelöléseként.
- Ez a szócikk részben vagy egészben  a   Kompienga-Stausee című német Wikipédia-szócikk ezen változatának fordításán alapul.  Az eredeti cikk szerkesztőit annak laptörténete sorolja fel. Ez a jelzés csupán a megfogalmazás eredetét és a szerzői jogokat jelzi, nem szolgál a cikkben szereplő információk forrásmegjelöléseként.